# セルゲイ・リーシュック
セルゲイ・リソショク（Sergei LishoukもしくはSerhiy Lishchuk,発音:sir-GAY Leesh-CHUK、1982年3月31日 - ）は、ウクライナのプロバスケットボール選手。スペイン男子プロバスケットボールリーグ1部リーガACBのバレンシアBC所属。ソビエト連邦ウクライナリウネ州リウネ出身。ポジションはパワーフォワード、センター。212cm、110kg。

## 来歴
05-06シーズンから4シーズン連続でウクライナリーグを制覇。
2009年9月スペインリーグ1部リーガACBのバレンシアBCと契約。